# Ito Tomohiko
Tomohiko Ito (sinh ngày 28 tháng 5 năm 1978) là một cầu thủ bóng đá người Nhật Bản.

## Sự nghiệp câu lạc bộ
Tomohiko Ito đã từng chơi cho Nagoya SC, Ventforet Kofu, Shonan Bellmare và Cerezo Osaka.